# Modergnat
Modergnat est un ancien journal mensuel qui traite l'information auvergnate depuis sa création en septembre 2004. À partir de septembre 2007, le journal étend ses sujets au Massif Central. La société éditrice est liquidée en novembre 2010.
De 96 pages en moyenne, il traite chaque mois de questions de société, de politique, d'économie, de culture, de sport et de loisirs. Le slogan du magazine, présent sur la couverture, est : « le magazine des Auvergnats modernes ».
Le journal a été créé par deux journalistes, Modergnat est financé par des investisseurs privés et ne dépend d’aucun groupe de presse ou de formation politique. 

## Référence
1. ↑  Modergnat : fin de l'histoire, 11 novembre 2010